# Fédération Ivoirienne de Rugby
Die Fédération Ivoirienne de Rugby (FIR) ist der nationale Dachverband für Rugby Union und Siebener-Rugby in der Elfenbeinküste. Der im Jahr 1961 gegründete Verband hat seinen Sitz in Abidjan. Seit 1988 vertritt er die Elfenbeinküste beim Weltverband World Rugby und seit 1986 beim Kontinentalverband Rugby Africa.

## Aufgabe
Die Fédération Ivoirienne de Rugby stellt die die Elfenbeinküste vertretenden Nationalmannschaften, einschließlich der für die Männer, Frauen und Jugend, zusammen. Daneben organisiert der Verband das Kinder- und Jugend-Rugby in der Elfenbeinküste. Kinder und Jugendliche werden bereits in der Schule an den Rugbysport herangeführt und je nach Interesse und Talent beginnt dann die Ausbildung. Wie andere Rugbynationen verfügt die Elfenbeinküste über eine U-20-Nationalmannschaft, die an den entsprechenden Weltmeisterschaften teilnimmt. Ebenso ist die Fédération Ivoirienne de Rugby verantwortlich für die ivorische Siebener-Rugby-Nationalmannschaft und da Siebener-Rugby eine olympische Sportart ist, arbeitet sie hier mit dem Comité National Olympique de Côte d’Ivoire zusammen.
Die nationale Rugbymeisterschaft in der Elfenbeinküste wird unter dem Namen Championnat National de Rugby a XV in zwei Divisionen zwischen insgesamt 20 Teams mit Auf- und Abstieg ausgetragen. An der ersten Division Ligue ivoire rugby (LIR) nehmen acht Mannschaften teil und an der zweiten Division École de rugby zwölf. Ein Großteil der für die Nationalmannschaft antretenden Spieler speist sich aus dieser Liga, weitere Spieler sind vor allem in Frankreich tätig.

## Geschichte
Die Fédération Ivoirienne de Rugby wurde 1961 gegründet und 1988 Vollmitglied des International Rugby Football Board (IRFB, heute World Rugby). Die Fédération Ivoirienne de Rugby ist außerdem Gründungsmitglied der Confédération Africaine de Rugby (Confederation of African Rugby, heute Rugby Africa), die 1986 in Tunis von acht afrikanischen Verbänden gegründet wurde.

## Logo
Das Logo der Fédération Ivoirienne de Rugby zeigt einen Rugbyspieler vor Malstangen und einem Afrikanischen Elefanten, dem Wappentier der Elfenbeinküste. Der Spitzname der Nationalmannschaft lautet dementsprechend Les éléphants („die Elefanten“).